# Das schöne Abenteuer (1932)
Das schöne Abenteuer ist ein deutscher Spielfilm von Reinhold Schünzel aus dem Jahre 1932 mit Käthe von Nagy, Ida Wüst, Adele Sandrock und Wolf Albach-Retty in den Hauptrollen. Die Geschichte basiert auf dem französischen Bühnenstück La belle aventure von Gaston Arman de Caillavet, Robert de Flers und Etienne Rey.

## Handlung
Helene de Trevillac ist ein Waisenkind, das im Haus der reichen Gräfin d′Eguzon aufgewachsen ist. Nun ist sie zu einer attraktive jungen Dame gereift, in die sich der gräfliche Sohn André verliebt hat. Dies wiederum passt der alten Gräfin überhaupt nicht ins Konzept, und sie lässt ihre Beziehungen spielen. Gräfin d′Eguzon kann erreichen, dass André im Rahmen des diplomatischen Dienstes ins ferne Wien versetzt wird. Aus den Augen, aus dem Sinn, glaubt die intrigante Alte und setzt sogleich noch einen drauf, in dem sie einen passenden Ehemann für ihr Mündel Helene “organisiert”: Den adeligen, aber wenig attraktiven Valentin le Barroyer. Um den Kontakt zu André zu unterbinden, fängt die Gräfin die Briefe, die er an Helene daheim abschickt, heimlich ab, sodass Helene glauben muss, ihr André habe sie in der Zwischenzeit vergessen. So kommt es, dass Helene schweren Herzens doch noch zustimmt, le Barroyer zu heiraten. Im letzten Moment misslingt jedoch die gräfliche Intrige, denn wider Erwarten kehrt der liebestrunkene André, noch immer sehnsüchtig nach seiner Helene schmachtend, am Tag der angesetzten Eheschließung zwischen Helene und dem unsympathischen Dickwanst Valentin nach Hause zurück. Das Wiedersehen der beiden Liebesleute ist überwältigend, und beiden wird nun klar, dass Andrés Mutter sie hintergangen hat.
André und Helene türmen gemeinsam aus dem Haus und lassen le Barroyer allein vor dem Altar zurück. Ziel der Flucht mit Andrés Auto ist das Haus von Helenes Großmutter, Frau de Trevillac. Da die alte Dame feste Moralvorstellungen hat und ein strenges Regiment daheim führt, lässt man Helenes Großmutter im Glauben, bei André handele es sich um den frisch angetrauten Ehemanns Helenes. Sie stellt sogar den beiden ein gemeinsames Schlafzimmer mit großem Ehebett zur Verfügung, auf dass das vermeintliche Ehepaar frühzeitig für Nachwuchs sorgen kann. Um ganz sicher zu gehen, legt die abergläubische Alte Rosmarinzweige vor die Zimmertür, eine Art Fruchtbarkeitssymbol. Am darauf folgenden Tag steht plötzlich Valentin vor Frau de Trevillacs Haustür und fordert wutentbrannt seine entfleuchte Beinah-Gattin zurück. Kleinlaut muss André gestehen, dass er tatsächlich nicht mit Helene verheiratet ist. Als dann auch noch die Schwiegermutter Gräfin d′Eguzon auftaucht, nehmen die Turbulenzen kein Ende mehr. Jetzt endlich macht André Nägel mit Köpfen und erklärt vor allen, dass er und Helene für einander bestimmt sind und beide demnächst heiraten wollen. Das ist auch dringend angebracht, denn die vorgezogene Hochzeitsnacht hat dank der Rosmarinzweige dazu geführt, dass Helene Zwillinge erwartet.

## Produktionsnotizen
Das schöne Abenteuer entstand innerhalb eines Monats von Ende April bis Ende Mai 1932 in den UFA-Ateliers von Neubabelsberg und wurde am 18. August 1932 in Berlins Gloria-Palast uraufgeführt.
Günther Stapenhorst übernahm die Produktionsleitung, Werner Schlichting entwarf die Filmbauten. Erich von Neusser war Aufnahmeleiter. Hermann Fritzsching zeichnete für den Ton verantwortlich. Fritz Rotter schrieb die Texte zu Ralph Erwins Musikkomposition, Hans-Otto Borgmann übernahm die musikalische Leitung.
Von diesem Film wurde zuvor (April 1932) auch eine französischsprachige Fassung unter dem Titel La belle aventure gedreht. Käthe von Nagy wiederholte als einzige der deutschsprachigen Darstellern hier ihre Rolle. Roger Le Bon war Schünzels (des Französischen mächtiger) Co-Regisseur.

## Kritiken
Die Österreichische Film-Zeitung schrieb: „… ein Film, der durch seine hervorragende Darstellung und überlegene Regieleistung mehr als durch Originalität des Sujets fesselt. (…) Käthe von Nagy spielt die Rolle der Helene natürlich, fein und nuanciert, Wolf Albach-Retty ist ein gewinnender André.“
Oskar Kalbus’ Vom Werden deutscher Filmkunst meinte: „Schünzel hat einen Film geschaffen aus dem eine seltene Harmonie strahlt, eine wohltuende Heiterkeit, ein prickelnder Witz mit vielen kleinen Boshaftigkeiten, aber niemand zuleide“ tut.
In CineGraph hieß es zu Schünzels Komödien der frühen Tonfilmjahre: “Ab 1931 inszeniert er vor allem bei der UFA eine Reihe von Komödien, die sich durch ihre ironische Haltung und durch musikalischen Schwung auszeichnen. Ihre Stars sind Renate Müller … und Käthe von Nagy (RONNY, 1931; DAS SCHÖNE ABENTEUER, 1932; DIE TÖCHTER IHRER EXZELLENZ, 1934).”